# Kreuztal
Kreuztal è una città di 30 787 abitanti  della Renania Settentrionale-Vestfalia, in Germania.
Appartiene al distretto governativo (Regierungsbezirk) di Arnsberg ed al circondario (Kreis) di Siegen-Wittgenstein (targa SI).
Lennestadt si fregia del titolo di "Media città di circondario" (Mittlere kreisangehörige Stadt).